# Čačinovič
Pogostost priimka Čačinovič je bila po podatkih Statističnega urada Republike Slovenije na dan 1. januarja 201] manjša kot 5 oseb. 

## Znani nosilci priimka
- Gabi Čačinovič Vogrinčič (*1941), družinska psihologinja
- Nadežda Čačinovič (*1947), hrvaško filozofinja
- Rudi Čačinovič (1914—2007), politik in diplomat